# Grünschrecken
Die Grünschrecken  (Odontopodisma) sind eine Gattung der Kurzfühlerschrecken aus der Familie der Feldheuschrecken (Acrididae).

## Merkmale
Weibchen der Grünschrecken erreichen eine Körperlänge von 15 bis 26 Millimeter, Männchen 13 bis 18 Millimeter. Die Grundfärbung beider Geschlechter ist charakteristisch leuchtend hellgrün. Ein schwarzes Längsband verläuft vom Hinterrand des Auges zum Ansatz des Flügels. Die Flügel sind nur als auffällig schmale Flügelstummel ausgebildet. Die Hinterknie sind schwarz gefleckt. Die Flügelstummel, Teile der Hinterkniee sowie die Hinterleibsanhänge sind in der Regel lebhaft rosa gefärbt. Kennzeichnend für Weibchen ist der lange, zugespitzte und rosa gefärbte Legebohrer. Zum Teil durch die Flügelstummel verdeckt wird das gut ausgebildete Trommelfell.
Die einzelnen Arten der Gattung sind fast nur aufgrund von Genitalmerkmalen zu unterscheiden, wofür eine Präparation der Tiere notwendig ist.

## Verbreitung und Lebensraum
Das Areal der Grünschrecken liegt im Osten und Südosten Europas. Sie sind typische Bewohner von Gebüschen und daher insbesondere in lichten Laubwäldern auf Blättern niedriger Zweige sowie Farnwedeln zu finden.

## Systematik
Die Gattung umfasst neun Arten:
- Odontopodisma acuminata Kis 1962
- Odontopodisma albanica Ramme 1951
- Odontopodisma carpathica Kis 1962
- Odontopodisma decipiens Ramme 1951
- Odontopodisma fallax Ramme 1951
- Odontopodisma montana Kis 1962
- Odontopodisma rammei Harz 1973
- Odontopodisma rubripes (Ramme 1931)
- Odontopodisma schmidtii (Fieber 1853)

## Belege